# Grua del Canadà
La grua del Canadà (Antigone canadensis) és una espècie d'ocell de la família dels grúids (Gruidae) que habita aiguamolls, praderies, estanys i rius d'Amèrica del Nord i extrem nord-oriental de Sibèria, des d'Alaska i el sud de les illes Devon i Baffin, cap al sud, per Canadà i els Estats Units, fins al nord de Mèxic i Cuba i l'illa de la Juventud.